# Сергей Семак
Сергей Богданович Семак е руски футболист и треньор. От 2018 г. е начело на ФК Зенит Санкт Петербург. Има 65 мача за руския национален отбор, като е негов капитан на Евро 2008. Като футболист Семак е една от легендите на ЦСКА Москва. За „армейците“ има 329 мача във всички турнири, в които вкарва 68 гола. С времето се превръща в един от любимците на феновете. В ЦСКА е играл освен като халф и като защитник и нападател и става първият в историята на шампионата, който е попадал в списък „33 най-добри“ и на трите поста.

## Кариера
Семак дебютира в състава на Асмарал през 1992 г. под ръководствто на Константин Бесков. Известно време е част от сателитния отбор „Карелия“, където трупа опит. В началото на кариерата си Семак играе като десен халф. След като Асмарал изпада от Висшата дивизия, интерес към играча проявяват Динамо Москва и ЦСКА Москва. В крайна сметка Сергей заиграва за ЦСКА. Армейците обаче не успяват да се договорят с Асмарал за цената му и Семак е повикан в армията. Правата на футболиста остават собственост на президента на Асмарал Хосам Ел-Халиди.
Футболистът дебютира в мач срещу Ференцварош за КНК. На следващия сезон Семак успява да се наложи в състава и изгражда партньорство в центъра на полузащитата с Владислав Радимов и Дмитрий Хохлов. В началото на 1996 г., едва 19-годишен, Семак става капитан на „армейците“. През есента на 1996 г. подписва предварителен договор с Фейенорд, но сделката пропада.
В началото на 1997 г. службата в армията му изтича и Сергей трябва да се върне в Асмарал. Получава оферти от московските Димамо и Торпедо. Много от съотборниците на Сергей от ЦСКА са привлечени от Александър Тарханов в Торпедо, но „армейците“ успяват да откупят правата на играча от президента на Асмарал Ел-Халиди. Под ръководството на новия треньор Павел Садирин Сергей заиграва като либеро в ЦСКА. През ноември 1997 г. дебютира за националния отбор на Русия в мач с Италия. Към края на 90-те години на XX век футболистът вече е преквалифициран в нападател и играе в тандем с Владимир Кулик. През 1999 г. след загубата от норвежкия Молде в квалификациите на Шампионската лига се отказва от капитанската лента.
През 2001 г. президентът на ЦСКА Москва Евгений Гинер започва да изгражда нов отбор. Семак получава добри оферти от чужбина, но новият треньор Валери Газаев, заявява, че ще гласува доверие на Сергей. Семак продължава да е един от най-важните играчи на столичани и е с основен принос за второто място през сезон 2002. Също така участва на световното в Япония и Република Корея, но не записва нито един мач, а Русия отпада в груповата фаза. През 2003 г. за първи път в кариерата си става шампион на страната. В Шампионската лига 2004/05 прави един от най-силните си мачове срещу френския ПСЖ, вкарвайки хеттрик. Този мач се оказва и последен за Сергей в състава на ЦСКА, тъй като той преминава при французите срещу за 3,5 млн. евро в началото на 2005 г.
Сергей не успява да се наложи в стартовия състав на парижани и за 2 сезона изиграва само 26 срещи и вкарва 1 гол. В началото на 2006 преминава във ФК Москва. Семак получава фланелка с номер 9 в тима на „гражданите“ и е с основен принос за четвъртото място на ФК Москва през сезон 2007 в РФПЛ. Във ФК Москва Сергей играе в бившия си съотборник от ЦСКА Москва Дмитрий Кириченко. На 22 април 2007 вкарва своят гол номер 100 в РФПЛ. Той отбелязва на бившия си тим – ЦСКА Москва.
В началото на 2008 е закупен от ФК Рубин Казан, където играе основна роля за спечелването на титлата в Руското първенство в 2 поредни години. В Рубин Сергей започва да играе като опорен полузащитник. В същия сезон е избран за най-полезен играч на тима от феновете. След силни игри с Рубин е повикан в националния отбор на Русия от Гуус Хидинк за Евро 2008. Опитният халф е избран за капитан на „Сборная“ и успява да достигне полуфинал. Сезон 2009 тръгва отлично за Сергей, който дори вкарва изравнителен гол в 90-ата минута на Амкар Перм, воден от Димитър Димитров - Херо. През ноември неговият Рубин побеждава Барселона с 2:1, а в деня на мача му се ражда четвърто дете. През 2010 играчът на казанци става рекламно лице на ФИФА 2010 за Русия.
На 5 август 2010 Семак преминава в Зенит.
Дебютира в контрола срещу ЦСКА Москва. Официалния си дебют прави срещу Динамо Москва. Изиграва 12 мача и вкарва 2 гола. Става за 4 път шампион на Русия. През сезон 2011 не играе много често поради травма. На 23 октомври записва асистенция срещу ФК Ростов. На 15 февруари 2012 вкарва уникален гол на Бенфика, а Зенит побеждава с 3:2. В 2012 Сергей играе много силно и помага на Зенит да спечели втора поредна титла на Русия.
В края на август 2012 отново е повикан в националния отбор на Русия след двугодишна пауза, но не се появява повече на терена.

## Като треньор
След края на сезон 2012/13 слага край на кариерата си и става помощник-треньор на Лучано Спалети в Зенит. След уволението на италианеца е временен треньор на питерци за 2 мача. До 2016 г. е помощник в щабовете на Андре Вилаш-Боаш и Мирча Луческу. Междувременно между 2014 и 2016 г. е помощник-треньор в руския национален отбор.
През декември 2016 г. поема ФК Уфа. Успява да изведе тима до рекордно класиране в шампионата – 6-о място през сезон 2017/18, което дава право на тима за първи път да участва в евротурнирите. През май 2018 г. обаче решава да се завърне в Зенит, този път като старши треньор. През сезон 2018/19 става шампион на Русия, ставайки първият, печелил титлата като футболист и като треньор.

## Статистика
| Клуб              | Сезон             | Лига   | Лига   | Купа   | Купа   | Евротурнири | Евротурнири | Общо   | Общо   |
| Клуб              | Сезон             | Мачове | Голове | Мачове | Голове | Маочве      | Голове      | Мачове | Голове |
| ----------------- | ----------------- | ------ | ------ | ------ | ------ | ----------- | ----------- | ------ | ------ |
| Пресня            | 1992              | 19     | 4      | 0      | 0      | 0           | 0           | 19     | 4      |
| Пресня            | Итого             | 19     | 4      | 0      | 0      | 0           | 0           | 19     | 4      |
| Карелия           | 1992              | 3      | 0      | 0      | 0      | 0           | 0           | 3      | 0      |
| Карелия           | Итого             | 3      | 0      | 0      | 0      | 0           | 0           | 3      | 0      |
| Асмарал (дубъл)   | 1993              | 22     | 3      | 2      | 3      | 0           | 0           | 24     | 6      |
| Асмарал (дубъл)   | 1994              | 4      | 2      | 0      | 0      | 0           | 0           | 4      | 2      |
| Асмарал (дубъл)   | Итого             | 26     | 5      | 2      | 3      | 0           | 0           | 28     | 8      |
| Асмарал           | 1993              | 8      | 1      | 1      | 0      | 0           | 0           | 9      | 1      |
| Асмарал           | 1994              | 13     | 2      | 0      | 0      | 0           | 0           | 13     | 2      |
| Асмарал           | Итого             | 21     | 3      | 1      | 0      | 0           | 0           | 22     | 3      |
| ЦСКА-2            | 1994              | 2      | 1      | 0      | 0      | 0           | 0           | 2      | 1      |
| ЦСКА-2            | Итого             | 2      | 1      | 0      | 0      | 0           | 0           | 2      | 1      |
| ПФК ЦСКА Москва   | 1994              | 5      | 1      | 2      | 1      | 1           | 0           | 8      | 2      |
| ПФК ЦСКА Москва   | 1995              | 22     | 4      | 1      | 1      | 0           | 0           | 23     | 5      |
| ПФК ЦСКА Москва   | 1996              | 31     | 6      | 1      | 0      | 4           | 0           | 36     | 6      |
| ПФК ЦСКА Москва   | 1997              | 32     | 5      | 2      | 1      | 0           | 0           | 34     | 6      |
| ПФК ЦСКА Москва   | 1998              | 29     | 9      | 3      | 0      | 0           | 0           | 32     | 9      |
| ПФК ЦСКА Москва   | 1999              | 29     | 12     | 4      | 1      | 2           | 0           | 35     | 13     |
| ПФК ЦСКА Москва   | 2000              | 30     | 8      | 5      | 0      | 2           | 0           | 37     | 8      |
| ПФК ЦСКА Москва   | 2001              | 26     | 5      | 0      | 0      | 0           | 0           | 26     | 5      |
| ПФК ЦСКА Москва   | 2002              | 24     | 6      | 3      | 2      | 2           | 2           | 29     | 10     |
| ПФК ЦСКА Москва   | 2003              | 24     | 7      | 0      | 0      | 0           | 0           | 24     | 7      |
| ПФК ЦСКА Москва   | 2004              | 30     | 5      | 5      | 1      | 10          | 4           | 45     | 10     |
| ПФК ЦСКА Москва   | Итого             | 282    | 68     | 26     | 10     | 21          | 6           | 329    | 84     |
| ПСЖ               | 2004/05           | 13     | 1      | 0      | 0      | 0           | 0           | 13     | 1      |
| ПСЖ               | 2005/06           | 13     | 0      | 0      | 0      | 0           | 0           | 13     | 0      |
| ПСЖ               | Итого             | 26     | 1      | 0      | 0      | 0           | 0           | 26     | 1      |
| ФК Москва         | 2006              | 28     | 7      | 3      | 0      | 4           | 0           | 35     | 7      |
| ФК Москва         | 2007              | 29     | 5      | 9      | 3      | 0           | 0           | 38     | 8      |
| ФК Москва         | Итого             | 57     | 12     | 12     | 3      | 4           | 0           | 73     | 15     |
| ФК Рубин Казан    | 2008              | 27     | 5      | 0      | 0      | 0           | 0           | 27     | 5      |
| ФК Рубин Казан    | 2009              | 26     | 6      | 3      | 0      | 6           | 0           | 35     | 6      |
| ФК Рубин Казан    | 2010              | 8      | 1      | 0      | 0      | 2           | 1           | 10     | 2      |
| ФК Рубин Казан    | Итого             | 61     | 12     | 3      | 0      | 8           | 1           | 72     | 13     |
| Зенит             | 2010              | 12     | 2      | 0      | 0      | 5           | 0           | 17     | 2      |
| Зенит             | 2011/12           | 20     | 5      | 2      | 0      | 7           | 2           | 16     | 2      |
| Зенит             | 2012/13           | 16     | 2      | 2      | 1      | 4           | 1           | 18     | 4      |
| Зенит             | Общо              | 47     | 9      | 4      | 1      | 16          | 3           | 63     | 13     |
| За цялата кариера | За цялата кариера | 526    | 113    | 46     | 16     | 49          | 10          | 620    | 139    |

## Извън футбола
През 2007 г. се снима в сериала „Дъщерите на татко“ като епизодичен герой. В сериала се появяват и бившият му съотборник от ЦСКА Владислав Радимов и баскетболиста Сергей Панов.

## Семейство
Семак има 4 братя. Двама от тях също са футболисти. Андрей Семак (по-големият му брат) е играл за ФК Кубан Краснодар, ФК Славянск, ФК Витяз Кримск. Играч на ФК Абинск. Николай Семак (по-малкият) играе в Аматьорската лига във ФК Истра. Родителите на Семак живеят в родното му село Сичканское, а баща му кара Жигула от 1971 година.
Сергей се е женил 2 пъти. Има 1 дете от първата си жена Светлана, и 4 от сегашната си съпруга Анна. Четвъртото си дете кръщава Барселона, за да не забрави никога победата на неговия Рубин срещу ФК Барселона с 2:1 в мач от Шампионската лига, но впоследстие това се оказва шега и на момичето е дадено името Варвара. На 6 април 2011 му се ражда още един син.

## Успехи

### Като футболист
- Шампион на Русия – 2003 (с ЦСКА), 2008, 2009 (с Рубин), 2010, 2011/12 (със Зенит)
- Носител на Купата на Русия – 2001/02 (с ЦСКА)
- Носител на Суперкупата на Русия – 2011 (със Зенит)
- Полуфиналист на Евро 2008
- Носител на купата на Франция (с ПСЖ) – 2005/06
- Заслужил майстор на спорта – от 2005 г.
- В списъка „33 най-добри“ – номер 1 през 1998, 1999, 2000, 2001 и 2002; номер 2 – 2008; номер 3 – 1997 г.

### Като треньор
- Шампион на Русия – 2018/19